# Unione Sportiva Arezzo 1976-1977
Questa pagina raccoglie le informazioni riguardanti l'Unione Sportiva Arezzo nelle competizioni ufficiali della stagione 1976-1977.

## Rosa
| N. |                   | Ruolo | Calciatore         |
| -- | ----------------- | ----- | ------------------ |
|    | Italia (bandiera) | C     | Andrea Baldi       |
|    | Italia (bandiera) | D     | Giorgio Battiston  |
|    | Italia (bandiera) | C     | Riccardo Bertini   |
|    | Italia (bandiera) | D     | Luigi Bigoni       |
|    | Italia (bandiera) | A     | Marco Butelli      |
|    | Italia (bandiera) | D     | Pierluigi Cencetti |
|    | Italia (bandiera) | D     | Mario Garito       |
|    | Italia (bandiera) | P     | Gastone Giacinti   |
|    | Italia (bandiera) | A     | Graziano Giangeri  |
|    | Italia (bandiera) | P     | Giuliano Giuliani  |
|    | Italia (bandiera) | D     | Claudio Giulianini |

| N. |                   | Ruolo | Calciatore             |
| -- | ----------------- | ----- | ---------------------- |
|    | Italia (bandiera) | C     | Marzio Magli           |
|    | Italia (bandiera) | D     | Vittorio Marini        |
|    | Italia (bandiera) | P     | Paolo Mariutti         |
|    | Italia (bandiera) | A     | Ezio Musa              |
|    | Italia (bandiera) | A     | Giuseppe Novelli       |
|    | Italia (bandiera) | C     | Giovan Battista Pienti |
|    | Italia (bandiera) | D     | Massimo Quercioli      |
|    | Italia (bandiera) | C     | Francesco Sanna        |
|    | Italia (bandiera) | A     | Roberto Sonato         |
|    | Italia (bandiera) | C     | Valdes Tarquini        |
|    | Italia (bandiera) | A     | Dario Tulliani         |